# Districte d'Altkirch

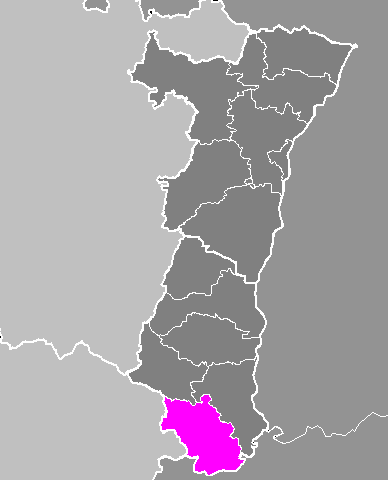
Localització del Districte d'Altkirch

El Districte d'Altkirch (alsacià Àltkírech) és un dels sis amb què es divideix el departament francès de l'Alt Rin, a la regió del Gran Est. Té 4 cantons i 111 municipis. El cap del districte és la sotsprefectura d'Altkirch.

## Cantons
- cantó d'Altkirch
- cantó de Dannemarie
- cantó de Ferrette
- cantó de Hirsingue